# Jean Bart (2002)
Pour les autres navires du même nom, voir Jean Bart (navire).
Le Jean Bart est une réplique d'un vaisseau de ligne de 1670, dont la construction a débuté en 2002 à Gravelines (Nord) par l'Association Tourville.
Sa construction devrait durer plusieurs décennies (fin prévue entre 2027 et 2029 environ). Le chantier se visite (5 000 visiteurs par an environ) et pourrait constituer à terme une attraction touristique importante pour la ville comme l'Hermione à Rochefort sur Mer (Charente-Maritime) achevée en 2014.

## Caractéristiques
Il s'agit d'un vaisseau de ligne de 1er rang de 84 canons du XVIIe siècle, mesurant 57 m de long et 15 m de large. La hauteur du gaillard d'arrière fait 17 m et son tirant d'eau 6 m. D'un volume de 1 400 tonneaux (tonnage), ces navires pouvaient embarquer 700 marins.

## Origine du nom

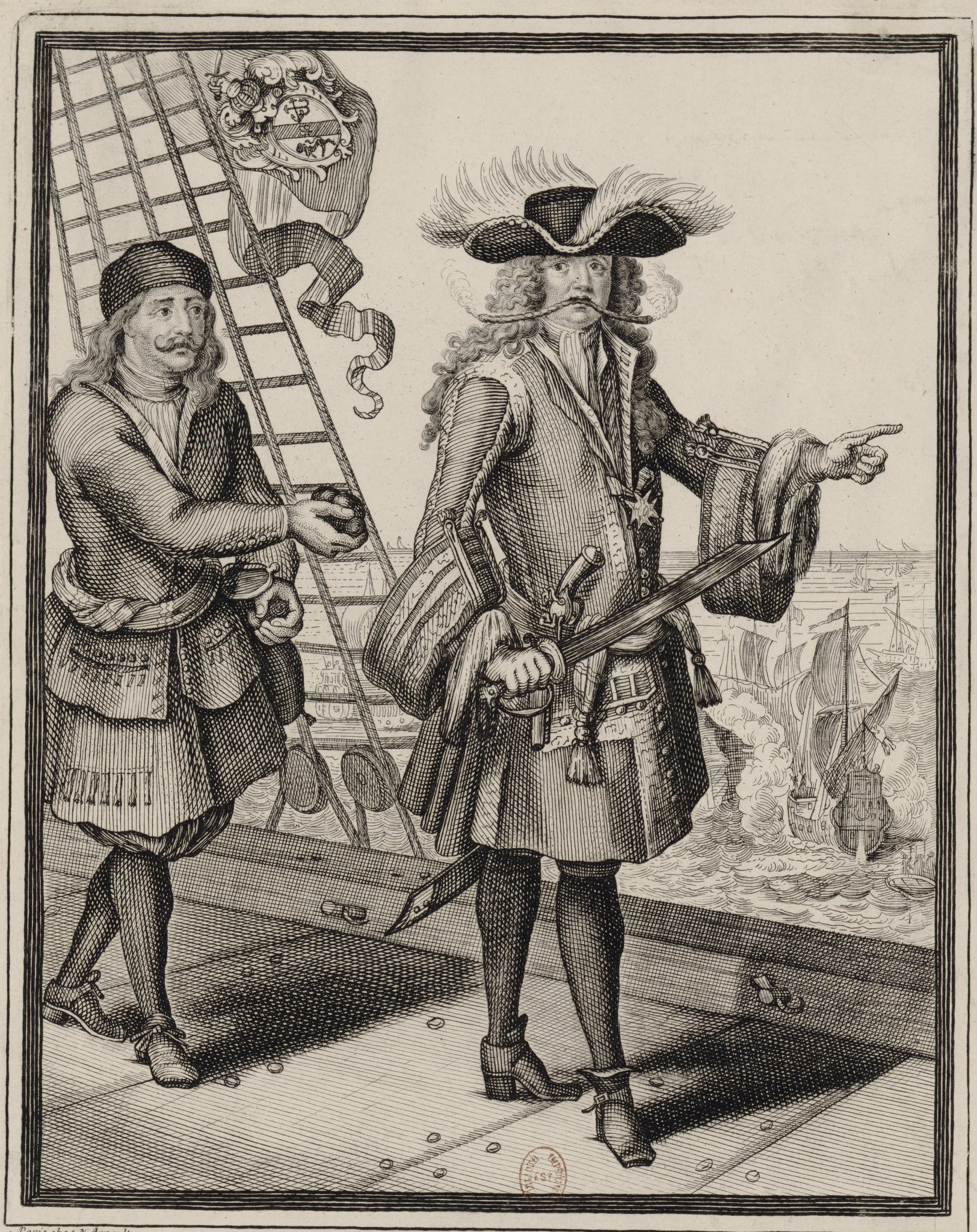
Le corsaire Jean Bart (gravure ancienne)

Le chantier a commencé lors du tricentenaire de la mort de Jean Bart. Jean Bart était un corsaire natif de Dunkerque né en 1650 et mort en 1702. Il est un corsaire au service de la France durant les guerres de Louis XIV.
Il commence à naviguer à quinze ans sous les ordres de De Ruyter et participe en 1667 à la campagne de la Tamise. Pendant la guerre de Hollande, il est corsaire pour le compte de la France et accumule les prises (plus de cinquante entre 1674 et 1678). Admis dans la Marine royale avec le grade de lieutenant de vaisseau en janvier 1679, il croise en Méditerranée contre les Barbaresques et est promu capitaine de frégate en août 1686. En 1689, il est chargé, en compagnie de Forbin de conduire un convoi de Dunkerque à Brest, il est fait prisonnier par les Anglais, s'évade et revient à Saint-Malo en traversant la Manche à la rame. Promu capitaine de vaisseau en juin 1689, il met au point une tactique de guerre fondée sur l'utilisation de divisions de frégates rapides et maniables, sorte de « préfiguration des meutes de sous-marins de la Seconde Guerre mondiale ». En 1690, il commande L'Alcyon à la bataille du cap Béveziers, puis il escorte les convois en mer du Nord après avoir brisé le blocus imposé à Dunkerque. En 1692, il détruit une flottille de 80 navires de pêche hollandais. Son exploit, sans doute le plus célèbre, qui lui vaut des lettres de noblesse, est la reprise sur les Hollandais devant le Texel d'un énorme convoi de cent-dix navires chargés de blé que la France avait acheté à la Norvège (juin 1694). En juin 1696, il livre sur le Dogger Bank un violent combat à une escadre hollandaise, détruisant plus de 80 navires, et rentre à Dunkerque en déjouant la surveillance anglaise. Anobli et promu chef d'escadre en avril 1697, il conduit le prince de Conti en Pologne, puis commande la marine à Dunkerque où il meurt le 27 avril 1702.

## Différence avec le type de navire original
Basé sur les plans du XVIIe siècle issus de l'Album de Colbert (recueil d'une cinquantaine de planches de dessins datées de 1670-1680) commandé par Jean-Baptiste Colbert ainsi que des données recueillies à partir de deux épaves de navires similaires (le Magnifique et le Saint-Philippe) coulés au printemps 1692 au large de Saint-Vaast-la-Hougue (Cotentin) avec quatre autres vaisseaux issus de la flotte du vice-amiral de Tourville (à l'issue de la bataille de Barfleur-La Hougue), puis retrouvées dans les années 1982-1985 par Christian Cardin, ingénieur hydrogéologue d'origine normande (officiellement inventeur des épaves de la Hougue). Les plans modernes nécessaires à sa construction ont été réalisés par Michel Daeffler (historien) et Philippe Tomé (architecte naval).
À l'époque de Colbert, la construction navale était assurée par des guildes d'artisans qui se transmettaient leur savoir par tradition orale. Il existe peu de documents écrits. Les différences avec le type de navire original sont difficiles à évaluer, la volonté affichée est de rester le plus fidèle possible aux témoignages qui nous parviennent aujourd'hui.

## Historique de la construction du navire
Le projet Tourville, lancé en novembre 1992 par Christian Cardin (président fondateur de l'association Tourville), devrait durer 25 ans, ce qui donne une fin prévue vers 2027 environ. Comme pour l'Hermione, achevée en 2014, la construction est réalisée avec les mêmes techniques qu'au XVIIe siècle. Un des objectifs de l'utilisation de ces techniques est de maintenir leur connaissance à travers les âges.
- Décembre 1992 : initiation du projet et fondation de l'association Tourville[1]
- Décembre 2002 : pose de la quille[1]
- 2006 : pose de l'étrave de 12 m de haut[4]
- 2012 : apport d'une dizaine de couples de la partie centrale du navire[4] (il s'agit des côtes qui donnent la forme de la coque).

## Site de construction

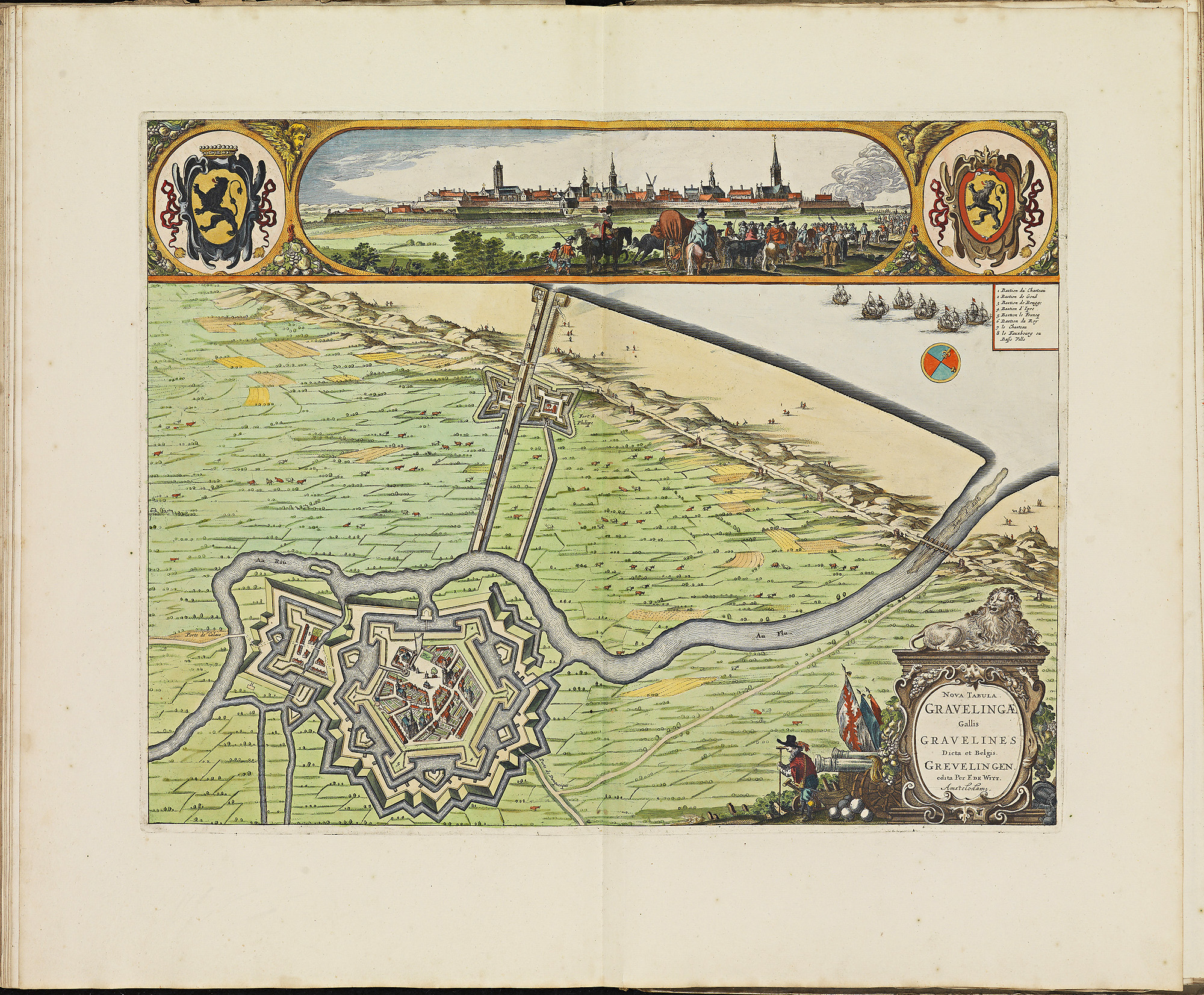
Atlas de Wit 1698 montrant Gravelines et sa citadelle

### Contexte
Le navire est construit à l'ouest de Gravelines (Nord) par l'Association Tourville, à côté des anciens bassins Vauban.
Au XVIIe siècle, sous le règne de Louis XIV, il existait cinq arsenaux principaux pour la marine de guerre du royaume : Toulon, Rochefort, Brest, Le Havre et Dunkerque. Les principaux ennemis de la France à cette époque étaient les Anglais et les Hollandais. C'est pour cette raison que Vauban et De Combes eurent la charge de protéger l’arsenal de Dunkerque avec des places fortifiées comme Gravelines et Bergues.

### Origine du bois du navire
1 800 m3 de chêne seront nécessaires à sa fabrication (soit 3 600 chênes sur pied). C'est l’Office national des forêts de Picardie et du Nord (forêt de Mormal près de Maubeuge pour les premières pièces de bois) qui assure les coupes. Lorsque les pièces de bois peuvent convenir à la construction du navire, elles sont vérifiées, puis expédiées à Leisele en Belgique pour être équarries avant acheminement sur le chantier de Gravelines pour le façonnage final.

### Coût et financement
Le coût de construction d'un tel navire est estimé entre 12 et 14 millions d'euros avec des outils modernes (par comparaison, l'Hermione a coûté 26 millions d'euros à cause de l'emploi des techniques traditionnelles).
Le format associatif, éducatif et sous forme de bénévolat du projet permet d'abaisser le coût de construction à 8-10 millions d'euros.
Entre 2010 et 2013, le projet a reçu le support du Fonds européen de développement Intereg IV : « Heroes2C ».
Pour soutenir la poursuite du projet, en 2017 la Communauté Urbaine de Dunkerque (CUD) a alloué 30 000 euros qui complètent le soutien actuel du SIVOM de l'Aa. La CUD et la région des Hauts-de-France s'engagent à financer à hauteur de 100 000 euros chacune l'association pendant 5 à 10 ans (plan de financement quinquennal renouvelable une fois).